# Herminie de La Brousse de Verteillac
Marie Margarida Henriette Antoinette Amable Herminie ou Hermine Auguste ou Augustine da Mata de Verteillac, princesa de Léon (1872-1893) depois duquesa de Rohan (1893-1926) foi uma poetisa francesa, nascida em Paris a 28 de Julho de 1853, e falecida à mesma cidade a 13 de Abril de 1926.
Em seu aristocrático salão artístico, ela recebia vários escritores influentes, entre eles, o legendário conde Robert de Montesquiou (1855-1921), personagem de tantos romances.
Montesquiou que a princípio era seu amigo, posteriormente tornou-se, o crítico mais cáustico da sua obra. Os pequenos livros poéticos que ela produziu, formam o sujeito de um dos capítulos de Brelan de Dames, um livro de ensaios publicado pelo próprio em 1912. Nesta obra crítica, a habitual verve satírica do conde, deleita-se prazerosamente exacerbada; e o tema e estilo dos livros da poetisa, analisados através de corrosivos comentários plenos de zombaria, dissecam-se com o mais ácido dos gostos.
A partir de 1984, a famosa coleção de bonecas da duquesa de Rohan, é exibida ao público pela primeira vez, como parte do museu do castelo de Josselin.

## Obras
- Lande fleurie, poesias (1905)
- Les Lucioles, poesias (1907)
- Les Dévoilées du Caucase, notes de voyages (1910)
- Souffles d’Océan, poesias (1911)
- Le Chant du cygne, poesias (1922)
- Pendant la guerre, peça teatral em 3 atos (1922)